# Токійський економічний університет
Токійський економічний університет (яп. 東京経済大学, とうきょうけいざいだいがく, токьо кейдзай дайґаку; англ. Tokyo Keizai University) — вищий навчальний заклад в Японії, приватний університет. 
Знаходиться в місті Кокубундзі, Токіо. Заснований 1949 року на Торговельної школи Окури Кіхатіро. Станом на 2010 рік має 4 факультети: економічний, менеджменту, комунікаційний і юридичний. Здійснює підготовку магістрів та аспірантів за спеціальністю факультетів.